# Saint-Denis-des-Coudrais
 Saint-Denis-des-Coudrais  es una población y comuna francesa, situada en la región de Países del Loira, departamento de Sarthe, en el distrito de Mamers y cantón de Tuffé.

## Demografía
| 212 | 214 | 143 | 103 | 81 | 89 |
| Para los censos de 1962 a 1999 la población legal corresponde a la población sin duplicidades (Fuente: INSEE [Consultar]) |     |     |     |    |    |